# Вилем I фон Хорн
Вилем I фон Хорн (на нидерландски: Willem van Horne; на немски: Wilhelm van Horne; * ок. 1189; † 24 октомври 1264/29 април 1265) е благородник, господар на Хорн-Алтена и Весем в Лимбург, Нидерландия.

## Произход
Той е син на Вилхелм I ван Хорне († сл. 1237) и съпругата му Маргарета фон Мьомпелгард. Внук е на Хендрик ван Хорне († 1197). Брат е на Енгелберт ван Хорне († сл. 1256).

## Фамилия
Първи брак: с Хайлвиг фон Холтен († сл. 1256), дъщеря на Адолф фон Алтена-Изенбург-Холтен († 1259/1260) и Елизабет фон Арнсберг († сл. 1282), дъщеря на Хайнрих ’Черния’ фон Арнсберг († сл. 1250) и Ирмгард († сл. 1250). Те имат децата:
- Дитрих/Дирк IV ван Хорне († 1 август/7 ноември 1272)
- Енгелберт ван Хорне († 1264/пр. 1293), женен за Катарина ван Бентхайм (* 1225), или за Агнес ван Викрат (* ок. 1236)
- Маргарета ван Хорне († сл. 1264), омъжена за Албрехт ван Фоорне (+ сл. 1262)
- Вилхелм II ван Хорне († сл. 1264), женен I. 1255 г. за Беатрикс ван Первайз (1235 – 1258), II. ок. 1270 г. за Агнес Маргерита фон Лооц († пр. 1292) и има 6 деца

Втори брак: с Матилда фон Вианден, дъщеря на граф Филип I фон Вианден († 1273) и Мария ван Первайз/Первез (1230 – 1289). Бракът е бездетен